# Заливне (Запорізький район)
Заливне́ — село в Україні, у Новомиколаївській селищній громаді Запорізького району Запорізької області. Населення становить 369 осіб. До 2020 року орган місцевого самоврядування — Терсянська сільська рада.

## Географія
Село Заливне розташоване за 77 км від обласного центру та за 13 км від адміністративного центру громади — селища Новомиколаївка, на правому березі річки Верхня Терса. Вище за течією на відстані 3 км розташоване село Воскресенка, нижче за течією на відстані 0,5 км розташоване село Терсянка, на протилежному березі — села Кринівка і Литовка (нежиле). Проти південно-західної околиці села в річку Верхня Терса впадає її притока Широка. Через село пролягає автошлях територіального значення  Т 0408.

## Історія
Село входило до Олександрівського повіту Катеринославської губернії.
7 (20) листопада 1917 року, відповідно до Третього Універсалу Української Центральної Ради, увійшло до складу Української Народної Республіки.
12 червня 2020 року, відповідно до розпорядження Кабінету Міністрів України № 713-р «Про визначення адміністративних центрів та затвердження територій територіальних громад Запорізької області», Терсянська сільська рада об'єднана з Новомиколаївською селищною громадою.
19 липня 2020 року, в результаті адміністративно-територіальної реформи і ліквідації Новомиколаївського району, село увійшло до складу Запорізького району.

## Населення

### Мова
Розподіл населення за рідною мовою за даними перепису 2001 року:
| Мова       | Кількість | Відсоток |
| ---------- | --------- | -------- |
| українська | 353       | 95.66%   |
| російська  | 16        | 4.34%    |
| Усього     | 369       | 100%     |

## Відомі особи
- Вишнівський Олександр Йосипович — генерал-поручник Армії УНР
- Шевченко Олександр Вікторович — старший солдат Збройних сил України, учасник російсько-української війни.